# スーパーキッズ・オーケストラ
スーパーキッズ・オーケストラ（SUPER KIDS ORCHESTRA、SKO）は、指揮者の佐渡裕が芸術監督を務める、兵庫県立芸術文化センターのソフト先行事業として2003年に設立された日本の小学生から高校生までの弦楽器によるオーケストラ。

## 概要
2003年の兵庫県立芸術文化センターの開館前に佐渡裕が設立した、小学生から高校生までを集めた弦楽器によるオーケストラである。オーケストラのメンバーは毎年、厳しいオーディションを経て全国各地から集められ、これまでに延べ100人以上が参加している。
2011年に東日本大震災が発生してからは、毎年、東北の被災地にて鎮魂演奏会を行っている。2016年に熊本地震が発生してからは、熊本の被災地でも演奏会を行っている。また、毎年9月には兵庫県立芸術文化センター大ホールにて、2日間にわたる定期公演を行っている。
2020年4月には、SKO初となるアルバム「TEENAGERS」をリリースした。